# Williams FW46
La Williams FW46 è una monoposto di Formula 1 realizzata dalla Williams Racing, per gareggiare nel campionato mondiale di Formula 1 2024. La vettura è stata presentata il 20 febbraio 2024.

## Livrea

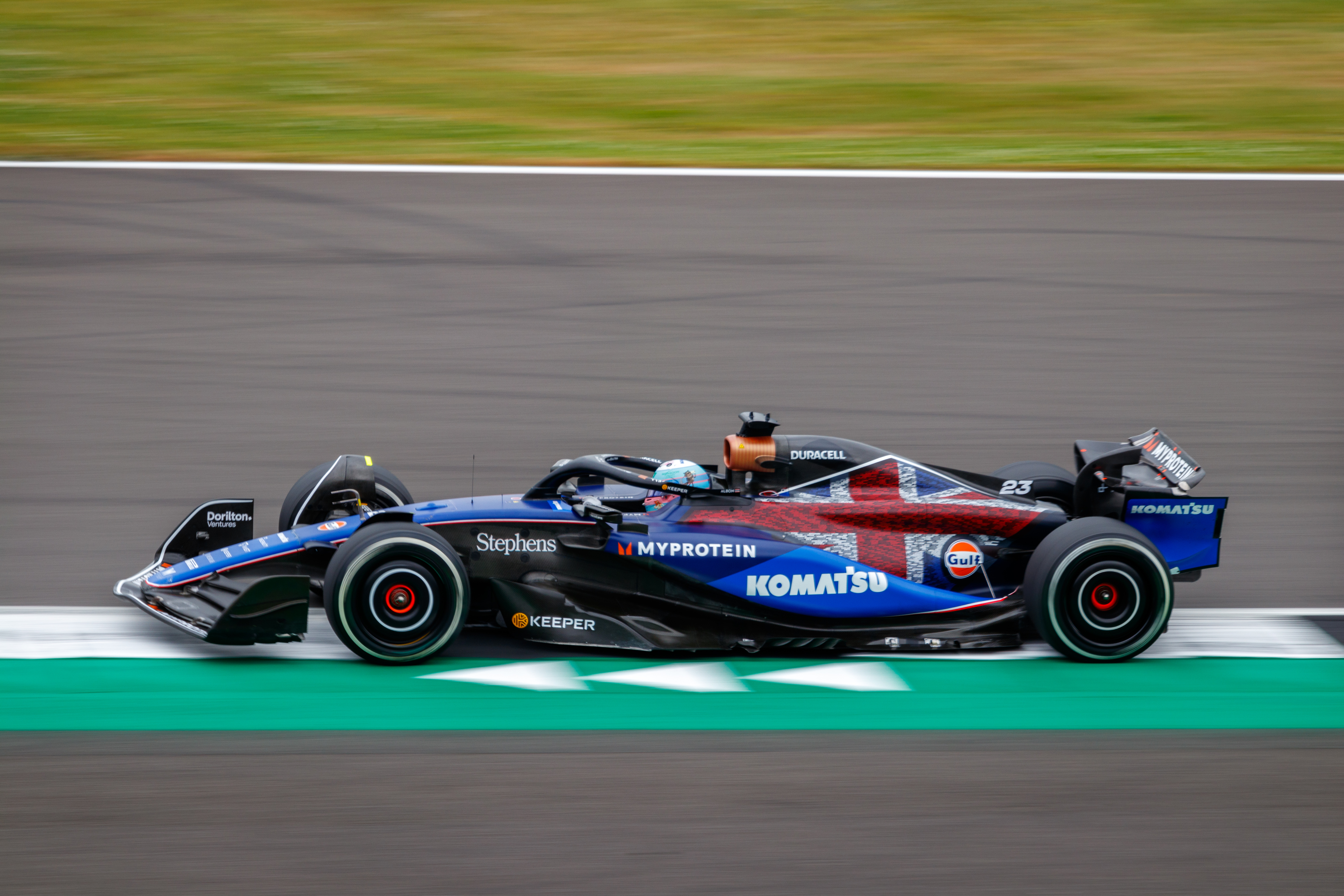
Alexander Albon nel Gran Premio di Gran Bretagna

La livrea della FW46, che vuole essere un omaggio alla storia del team britannico, mantiene il colore blu e adotta una sfumatura che passa dalla tonalità New Era Williams sull'avantreno all'Heritage Navy Blue sul retrotreno. Il muso è attorniato da una striscia rossa e bianca che richiama l'identità britannica della scuderia e si ispira alle vetture della Williams che hanno corso tra il 1985 e il 1997, dalla FW10 alla FW19. Sono inoltre presenti la riproduzione della colorazione della pila della Duracell sull'airscope e un logo della Frank Williams Racing Cars incastonato sul cofano motore.
Per il Gran Premio di Gran Bretagna la FW46 corre con una livrea speciale che presenta sul cofano motore una riproduzione della bandiera del Regno Unito con su scritti i nomi di tutti i dipendenti della Williams.
Per i Gran Premi di Città del Messico e di San Paolo la FW46 corre con una seconda livrea speciale, in seno alla sponsorizzazione di Mercado Libre, la quale vede la colorazione della parte superiore del cofano motore di giallo. Tale livrea viene mantenuta anche per la successiva tappa a Las Vegas, questa volta per via dello sponsor Keeper Security.

## Carriera agonistica

### Stagione
La stagione vede la conferma per il secondo anno consecutivo della coppia formata da Alexander Albon e Logan Sargeant.
La scuderia conferma le difficoltà delle ultime stagioni riuscendo solo in due occasioni (a Monaco e a Silverstone) a conseguire un piazzamento a punti con il solo Albon.
Dopo una serie di prestazioni negative, il 27 agosto 2024 viene annunciato il licenziamento di Logan Sargeant, che viene sostituito per le gare successive da Franco Colapinto. Il pilota argentino mostra le sue qualità raggiungendo i punti alla sua seconda gara nel Gran Premio d'Azerbaigian arrivando ottavo, risultato che, unito al settimo di Albon consentono alla Williams di scavalcare l'Alpine, arrivando all'ottavo posto nei costruttori. Il team però si mostra ancora in difficoltà, chiudendo nono nei costruttori con 17 punti totalizzati.

## Piloti
| Piloti ufficiali       | Piloti ufficiali | Piloti ufficiali |
| Nazione                | Nome             | Numero           |
| ---------------------- | ---------------- | ---------------- |
| Thailandia (bandiera)  | Alexander Albon  | 23               |
| Stati Uniti (bandiera) | Logan Sargeant   | 2                |
| Argentina (bandiera)   | Franco Colapinto | 43               |
| Pilota di riserva      |                  |                  |
| Nazione                | Nome             | Numero           |
| Argentina (bandiera)   | Franco Colapinto | 43               |
| Regno Unito (bandiera) | Luke Browning    | 46               |

## Risultati in Formula 1
| Anno | Team     | Motore   | Gomme | Piloti    |    |    |    |     |    |     |     |    |     |    |    |    |    |    |    |    |   |     |    |     |     |     |     |     | Punti | Pos. |
| ---- | -------- | -------- | ----- | --------- | -- | -- | -- | --- | -- | --- | --- | -- | --- | -- | -- | -- | -- | -- | -- | -- | - | --- | -- | --- | --- | --- | --- | --- | ----- | ---- |
| 2024 | Williams | Mercedes | P     | Albon     | 15 | 11 | 11 | Rit | 12 | 19  | Rit | 9  | Rit | 18 | 15 | 9  | 14 | 12 | 14 | 9  | 7 | Rit | 16 | Rit | NP  | Rit | 15  | 11  | 17    | 9º   |
| 2024 | Williams | Mercedes | P     | Sargeant  | 20 | 14 | SP | 17  | 17 | Rit | 17  | 15 | Rit | 20 | 19 | 11 | 17 | 17 | 16 |    |   |     |    |     |     |     |     |     | 17    | 9º   |
| 2024 | Williams | Mercedes | P     | Colapinto |    |    |    |     |    |     |     |    |     |    |    |    |    |    |    | 12 | 8 | 11  | 10 | 12  | Rit | 14  | Rit | Rit | 17    | 9º   |

| Legenda | 1º posto     | 2º posto | 3º posto    | A punti         | Senza punti/Non class.  | Grassetto – Pole position Corsivo – Giro più veloce Apice – Risultato Sprint (A punti) |
| Legenda | Squalificato | Ritirato | Non partito | Non qualificato | Solo prove/Terzo pilota | Grassetto – Pole position Corsivo – Giro più veloce Apice – Risultato Sprint (A punti) |